# Hitobia cancellata
Hitobia cancellata är en spindelart som beskrevs av Yin et al. 1996. Hitobia cancellata ingår i släktet Hitobia och familjen plattbuksspindlar. Inga underarter finns listade i Catalogue of Life.